# Zdobycie Rzymu przez Wizygotów
Zdobycie Rzymu przez Wizygotów (wł. Sacco di Roma) – zajęcie miasta przez Wizygotów na czele z królem Alarykiem w roku 410, w okresie wielkiej wędrówki ludów.

## Geneza
W roku 408 doszło do nieporozumień pomiędzy Alarykiem a cesarzem rzymskim Flawiuszem Honoriuszem, który odmówił Wizygotom wypłaty wcześniej obiecanych pieniędzy. Wódz Wizygotów chcąc ukarać Honoriusza uderzył na Italię, docierając w listopadzie pod Rzym. Podczas oblężenia w mieście zapanował głód. Wizygoci nie podjęli jednak szturmu, godząc się na pertraktacje pokojowe z senatem rzymskim, który obiecał im wysoki haracz. Po odejściu Wizygotów do Etrurii, Honoriusz na początku 409 roku odrzucił decyzję senacką, ściągając dodatkowe wojska do walki z Wizygotami. W 409 roku Alaryk przekroczył Alpy i ruszył w głąb Italii. Cesarz Honoriusz stawił opór w Rawennie, ale senat nie widząc możliwości obrony usiłował z Alarykiem rokować. Wódz Wizygotów pragnął zająć w Rzymie takie miejsce, jakie miał zmarły Stylichon, próbował nawet kreować zależnego od siebie antycesarza Pryskusa Attalusa. Alaryk ponownie podszedł po mury Rzymu, zajmując port Ostia. Pod koniec roku Wizygoci wymusili na senacie obwołanie nowego cesarza, którym został Pryskus Attalus. Wkrótce Wizygoci podjęli kolejne walki z Honoriuszem, nie odnosząc jednak większych sukcesów. Latem 410 roku Alaryk zdecydował się zdetronizować Attalusa, z którym poróżnił się w kwestii kampanii w Afryce. Doszło też do negocjacji z Honoriuszem, zostały one jednak przez niego zerwane. Wzburzony tym faktem Alaryk podszedł po raz trzeci pod Rzym.

## Przebieg
Oblężonym nie pomógł Mur Aureliana, gdyż na skutek zdrady części mieszkańców, nocą 24 sierpnia 410 roku Wizygoci wdarli się do miasta bramą Porta Salaria. Przez trzy dni wraz z rzymskimi niewolnikami grabili wszystko, co tylko wpadło im w ręce. Podpalano i plądrowano znaczniejsze budynki między innymi mauzolea Augusta i Hadriana. Budowle były niszczone, z wyjątkiem okolic starej kurii rzymskiej i bramy Porta Salaria. Ogrody Salustiusza uległy spaleniu i nigdy już nie zostały odbudowane. Zniszczone zostały znajdujące się na placu Forum Romanum bazyliki Julia i Aemilia a samo Forum zostało zdewastowane. Wizygoci z racji tego że byli arianami oszczędzili budowle kościelne w tym dwie główne bazyliki Piotra i Pawła. Pomimo tych zniszczeń i dewastacji większość budowli przetrwała, jednak została ogołocona z wszelkich zdobień i cennych kruszców. 
Mieszkańców oszczędzano, zmuszano ich jednak przemocą i torturami do wydawania kosztowności. Taki los spotkał późniejszą świętą kościoła katolickiego Marcelę Rzymiankę, która była bita przez Wizygotów niewierzących że wiodła ascetyczne życie; w wyniku obrażeń kobieta zmarła. Przyrodnia siostra cesarza Elia Galla Placydia miała więcej szczęścia – pomimo tego, że dostała się do niewoli, to potraktowano ją z honorami.

## Skutki
Choć od 402 roku stolicą cesarstwa zachodniorzymskiego była Rawenna, to zdobycie Rzymu było wielkim szokiem dla mieszkańców Italii, przekonanych o potędze „Wiecznego Miasta”. Po opuszczeniu Rzymu Wizygoci wyruszyli na południe, rabując Kampanię. W trakcie marszu, w grudniu 410 roku Alaryk zmarł, a jego miejsce zajął Ataulf. Przez cały 411 rok Wizygoci pozostali w Italii doszczętnie ją plądrując.
Papież Innocenty I podjął działania mające zorganizować życie w splądrowanym Rzymie. Augustyn z Hippony napisał swój traktat Państwo Boże (łac. De Civitate Dei) niedługo po zdobyciu miasta przez Wizygotów.

## Galeria

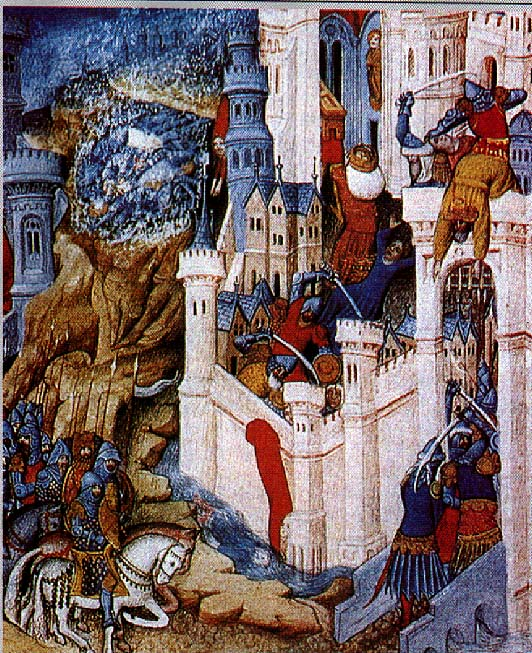
Zdobycie Rzymu przez Wizygotów. Miniatura z XV wieku
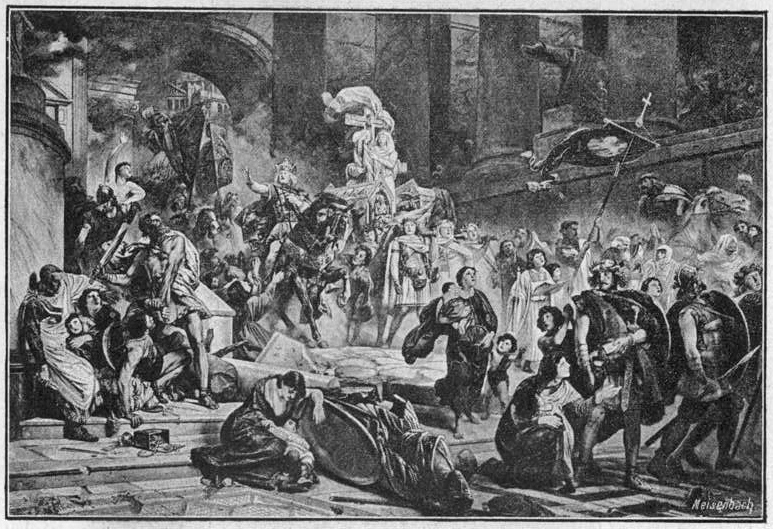
Król Alaryk w Rzymie. Obraz Wilhelma von Lindenschmita (młodszego)
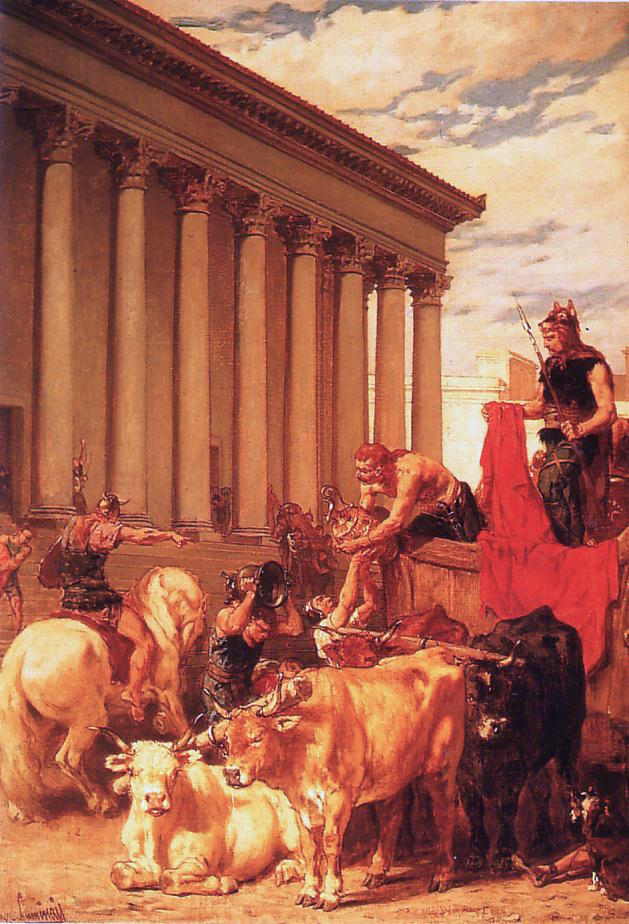
Łupienie Rzymu przez Wizygotów. Obraz Évariste’a-Vitala Luminaisa

## Literatura
- Daniel Gazda: Pola Katalaunijskie 451, Wydawnictwo Bellona, Warszawa 2005.
- Philip Matyszak: Wrogowie Rzymu, Wydawnictwo Bellona, Warszawa 2007.